# مکس گریدل
مکس-الَن گریدل (فرانسوی: Max-Alain Gradel‎؛ زاده ۳۰ نوامبر ۱۹۸۷) بازیکن فوتبال اهل ساحل عاج است.
از باشگاه‌هایی که در آن بازی کرده‌است می‌توان به لستر سیتی، بورنموث، لیدز یونایتد، سن-اتین و تولوز اشاره کرد.
وی همچنین در تیم ملی فوتبال ساحل عاج بازی کرده‌است.